# Versmondás

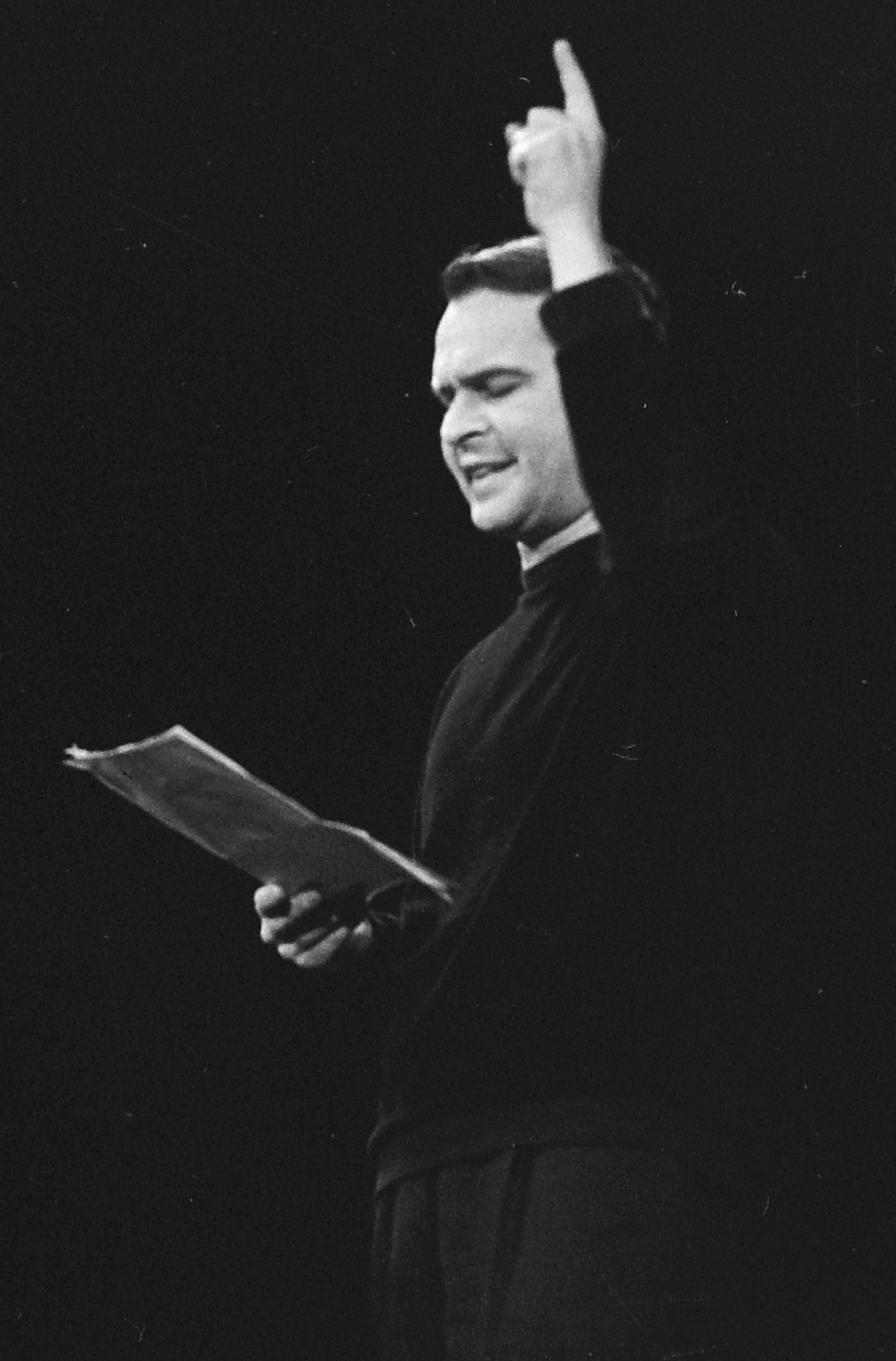
Latinovits Zoltán szaval

A versmondás, az irodalmi alkotások (versek, időnként prózai művek) művészi, élőszóbeli (akusztikai) megjelenítése, előadása; olyan primer és szekunder alkotás (produktív, illetve reproduktív), művészeti tevékenység egyszerre, amelyet egyrészt a vers tartalma, szövege, másrészt az előadó (versmondó, szavaló) egyénisége, habitusa, világlátása, gondolkodásmódja és tehetsége – olvasata –, határoz meg. A versmondó a nyelvtani és szövegejtési szabályokhoz igazodva közvetíti, (reprodukálja) a költő gondolatát, a vers tartalmát, azt az érzést keltve, mintha a vers – a versben meglévő gondolat – a költői eszközök (képek, rím, ritmus stb.) segítségével, itt és most születne meg, amely egyben saját élménye és olvasata a versmondónak. A  versmondás más elnevezéssel szavalás (latinul declamatio), versek, költemények művészi igényű előadását jelenti, amely sajátos, többcsatornás művészi kommunikáció.  Megtalálható más nemzeti kultúrákban is, de Magyarországon különösen jelentős.

## Története
Feltehetően a költészet volt az irodalom legkorábbi formája: az egyes kultúrákban ma is jelentős szerepük van a nemzedékről nemzedékre szájhagyomány útján öröklődő mítoszoknak, genealógiáknak, jogi vagy erkölcsi útmutatást adó szabálygyűjteményeknek, melyek a megjegyzésüket segítendő, verses formában álltak össze.
Bárhol és bármikor keletkezett színházi kultúra, ugyanott már minden emberemlékezetet meghaladó idők óta volt előadó-művészet. Aiszkhülosz, aki az i. e. V. század folyamán a tepsziszi kezdeményből tulajdonképpen kiformálta a dráma műfaját, maga mondotta magáról, hogy ő csupán morzsákat gyűjtött Homérosz dúsan terített asztaláról. (…) Ezeket akkor már évszázadok óta mondták a hivatásos hősénekmondók, a rhapszodoszok és utódaik.
A szavalás a 19. század első felében iskolai-retorikai gyakorlat, a szónoklat művészetének előiskolája volt. Önálló művészeti ágként a reformkorban alakult ki. Az első hivatásos versmondók a nemzeti színjátszás nagy alakjai voltak. A 19. század és 20. század fordulóját követő időszakban vált igazán jelentőssé.
Szavald a beszédet, kérlek, amint én ejtém előtted: lebegve a nyelven; mert ha oly teli szájjal mondod, mint sok szinész, akár a város dobosa kiáltná ki verseimet. Ne is fűrészeld nagyon a levegőt kezeddel, így; hanem jártasd egészen finomul: mert a szenvedély valódi zuhataga, szélvésze, s mondhatnám forgószele közepett is bizonyos mérsékletre kell törekedned és szert tenned, mi annak simaságot adjon. Ó, a lelkem facsarodik belé, ha egy tagbaszakadt, parókás fejű fickót hallok, hogyan tépi foszlánnyá, csupa rongyokká, a szenvedélyt, csakhogy a földszint állók füleit megrepessze, kiknek legnagyobb részét semmi egyéb nem érdekli, mint kimagyarázhatatlan némajáték és zaj. Én az ilyen fickót megcsapatnám, amiért a dühöncöt is túlozza és heródesebb Heródesnél. Kerüld azt, kérlek.

## Versmondó magyar költők
- Pilinszky János[1]
- Nagy László[2]
- Weöres Sándor[3]
- Jónás Tamás[4]
- Tóth Krisztina[5]

## Híres magyar versmondó színészek

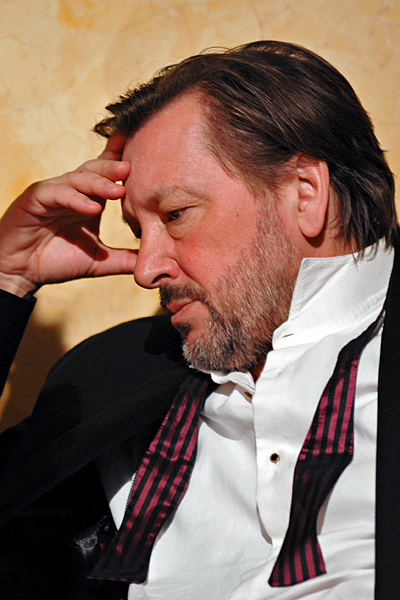
Gálffi László

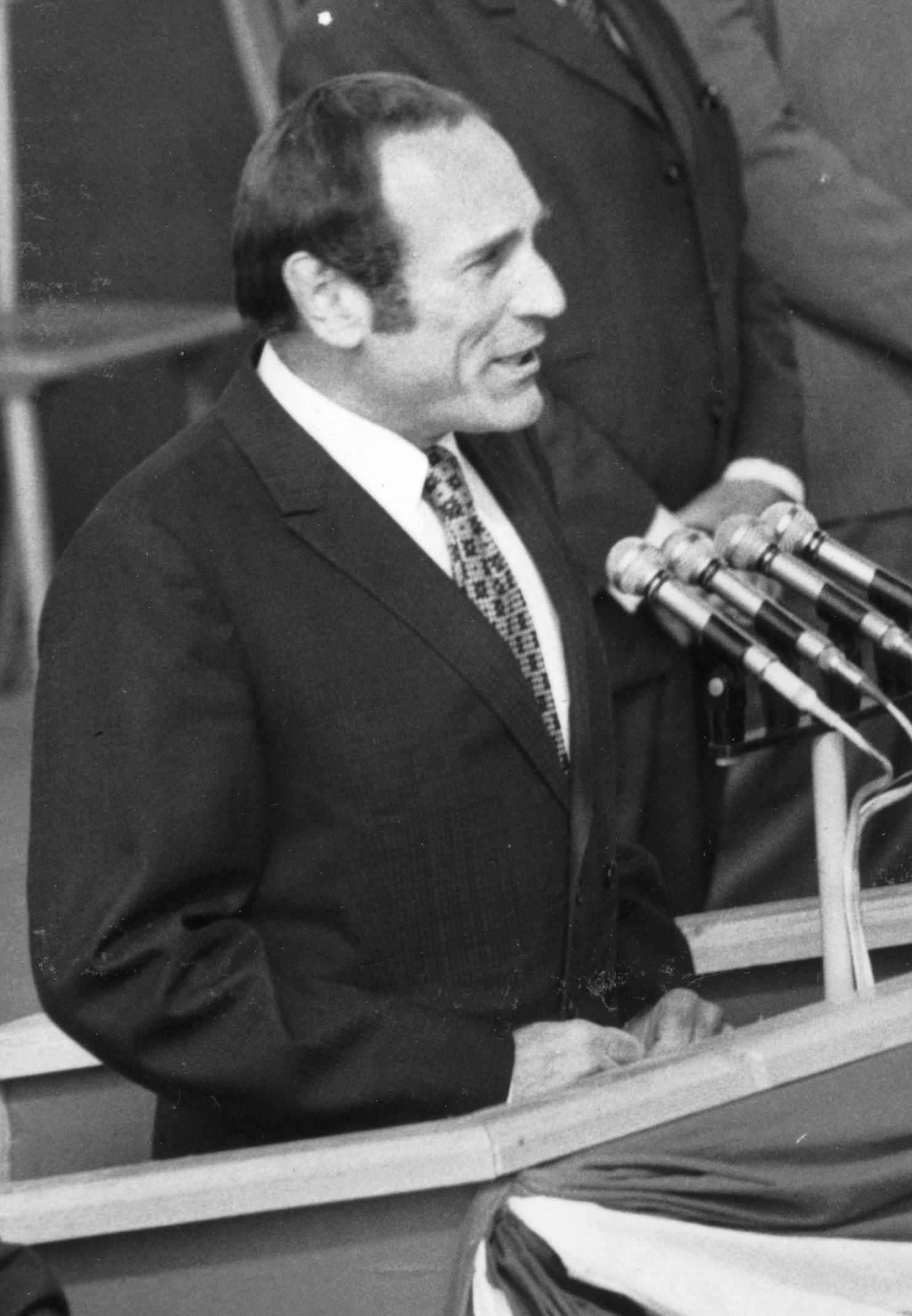
Bánffy György

- Madaras József[6]
- Papp János
- Papp Zoltán
- Timár József[7]
- Mádi Szabó Gábor[8]
- Kaszás Attila[9]
- Huszti Péter[10]
- Darvas Iván[11]
- Domján Edit[12]
- Helyey László[13]
- Szabó Gyula[14]
- Bánffy György[15]
- Kállai Ferenc[16]
- Gáti József[17]
- Gáti Oszkár[18]
- Illyés Kinga[19]
- Hegedűs D. Géza[20]
- Berek Kati[21]
- Jancsó Adrienne[22]
- Bitskey Tibor[23]
- Latinovits Zoltán[24]
- Ascher Oszkár
- Cserhalmi György[25]
- Mensáros László[26]
- Sinkovits Imre[27]
- Turek Miklós[28]
- Gálffi László[29]
- Szeleczky Zita[30]
- Sztankay István[31]
- Szentpál Mónika
- Kézdy György[32]
- Beregi Oszkár
- Simon Jolán
- Havas Judit[33]
- Cseke Péter[34]
- Lutter Imre

## Amatőr versmondók
- Szokolay Zoltán szaval, Domonkos István: Kormányeltörésben
- Nagy Versmondás és konferencia - Vörösmarty Mihály: A vén cigány